# 미주신경 긴장도
미주신경 긴장도(vagal tone)는 미주 신경(제10 뇌 신경)의 활동이며 자율신경계의 부교감신경 분지의 기본 구성요소이다. 신경계의 이 부분은 의식적으로 통제되지 않으며 휴식 중인 여러 신체 구획의 조절을 주로 담당한다. 미주신경 활동은 심박수 감소, 혈관의 확장/수축, 심장, 폐, 소화관 및 간의 분비샘 활동, 면역체계 조절은 물론 위장 민감성, 운동성 및 염증 조절을 비롯한 다양한 효과를 가져온다.

## 비침습적 미주신경 긴장도 정량화

### 호흡성 굴 부정맥
호흡성 굴 부정맥(respiratory sinus arrhythmia, RSA, 호흡성 동성 부정맥, 호흡성 동 부정맥, 호흡 굴심방 부정맥, 호흡동 부정맥)

## 같이 보기
- 베인브리지 반사
- 압력 반사
- 굴심방 결절(동방 결절)